# Dmitri Witaljewitsch Sarsembajew
Dmitri Witaljewitsch Sarsembajew (russisch Дмитрий Витальевич Сарсембаев, englisch Dmitry Vitalyevich Sarsembayev; * 29. November 1997 in Taschtagol) ist ein russisch-usbekischer Snowboarder. Er startet in den Paralleldisziplinen.

## Werdegang
Sarsembajew startete international erstmals im März 2015 bei den Juniorenweltmeisterschaften in Yabuli. Dort gewann er die Bronzemedaille im Parallel-Riesenslalom und errang im Parallelslalom den 31. Platz. In der Saison 2015/16 erreichte er mit neun Top-Zehn-Platzierungen, darunter zwei Siege den vierten Platz in der Parallelwertung des Europacups. Sein Debüt im Snowboard-Weltcup hatte er im Januar 2016 in Rogla, das er auf dem 26. Platz im Parallel-Riesenslalom beendete. Bei den Snowboard-Juniorenweltmeisterschaften 2016 in Rogla holte er die Goldmedaille im Parallel-Riesenslalom. Zudem wurde er dort Fünfter im Parallelslalom. Im Februar 2017 errang er in Pyeongchang mit dem sechsten Platz im Parallel-Riesenslalom seine erste Top-Zehn-Platzierung im Weltcup und holte bei den Juniorenweltmeisterschaften in Klínovec wie im Vorjahr die Goldmedaille im Parallel-Riesenslalom und den fünften Platz im Parallelslalom. Bei den Snowboard-Weltmeisterschaften 2017 in der Sierra Nevada belegte er den 32. Platz im Parallel-Riesenslalom. In der Saison 2017/18 kam er bei 12 Weltcupstarts, fünfmal unter den ersten Zehn und erreichte damit den 12. Platz im Parallel-Riesenslalom-Weltcup, den 11. Rang im Parallelslalom-Weltcup und den zehnten Platz im Parallel-Weltcup. Beim Saisonhöhepunkt, den Olympischen Winterspielen 2018 in Pyeongchang, kam er auf den 14. Platz im Parallel-Riesenslalom. Im folgenden Jahr errang er bei den Weltmeisterschaften in Park City den 21. Platz im Parallel-Riesenslalom und den vierten Platz im Parallelslalom und holte bei der Winter-Universiade in Krasnojarsk die Bronzemedaille im Parallel-Riesenslalom und die Silbermedaille im Parallelslalom. In der Saison 2020/21 belegte er den neunten Platz im Parallelslalom-Weltcup und bei den Snowboard-Weltmeisterschaften 2021 in Rogla den 14. Rang im Parallelslalom.
Mit Beginn der Saison 2025/26 wechselte Sarsembajew den Verband und startet seit dem für Usbekistan.

## Teilnahmen an Weltmeisterschaften und Olympischen Winterspielen

### Olympische Winterspiele
- 2018 Pyeongchang: 14. Platz Parallel-Riesenslalom

### Snowboard-Weltmeisterschaften
- 2017 Sierra Nevada: 32. Platz Parallel-Riesenslalom
- 2019 Park City: 4. Platz Parallelslalom, 21. Platz Parallel-Riesenslalom
- 2021 Rogla: 14. Platz Parallelslalom

## Weltcup-Gesamtplatzierungen
| Saison  | Parallel | Parallel | Parallel-Riesenslalom | Parallel-Riesenslalom | Parallelslalom | Parallelslalom |
| Saison  | Punkte   | Platz    | Punkte                | Platz                 | Punkte         | Platz          |
| ------- | -------- | -------- | --------------------- | --------------------- | -------------- | -------------- |
| 2015/16 | 50       | 51.      | 50                    | 42.                   | -              | -              |
| 2016/17 | 1075,1   | 22.      | 1016                  | 17.                   | 59,1           | 45.            |
| 2017/18 | 3080     | 10.      | 2360                  | 12.                   | 720            | 11.            |
| 2018/19 | 1872,2   | 20.      | 1210,2                | 19.                   | 662            | 18.            |
| 2019/20 | 1636     | 19.      | 1056                  | 20.                   | 580            | 14.            |
| 2020/21 | 140      | 21.      | 24                    | 30.                   | 116            | 9.             |
| 2021/22 | 64       | 33.      | 40                    | 31.                   | 24             | 31.            |